# Alkmaar
Alkmaar je mesto  in  občina v severnem delu Nizozemske, severno od Haarlema.
Alkmaar je znan predvsem kot trgovsko središče predelave nizozemskih sirov, masla in drugih mlečnih izdelkov.

## Zgodovina mesta
Prvič je bilo mesto omenjeno v listini iz 10. stoletja, toda šele leta 1254 je prejelo mestne pravice. Najstarejši del mesta leži na nekdanjem peščenem bregu, ki je v srednjem veku nudil nekaj zaščite pred napadi z morja. Kljub temu se ta del mesta nahaja le nekaj metrov nad okoliškim terenom, ki predstavlja enega najstarejših obstoječih nizozemskih polderjev.
Alkmaar je bil prvo nizozemsko mesto, ki se je leta 1573 uspešno ubranil španskega obleganja, ki ga je vodil Fernando Álvarez de Toledo, tretji vojvoda Alba. Med osemdesetletno vojno je bil to velik preobrat, zato se je iz tistih časov ohranil izrek "Bij Alkmaar begint de victorie" ("V Alkmaarju se začenja zmaga"). Ta dogodek se v Alkmaarju praznuje vsako leto 8. oktobra, na dan, ko se je obleganje končalo.
Leta 1799, med Francoskimi revolucionarnimi vojnami, so anglo-ruske ekspedicijske čete zavzele mesto, toda bile so poražene v bitki pri Castricumu. Ta francoska zmaga je zabeležena tudi na Slavoloku zmage v Parizu kot "Alcmaer".

## Razvoj mesta
Severni holandski kanal, ki je bil skopan skozi Alkmaar, so odprli leta 1824. Leta 1865 je bila zgrajena železniška proga med Alkmaarjem in Den Helderjem ter leta 1867 tudi proga med Alkmaarjem in Haarlemom.
V drugi polovici 20. stoletja se je mesto hitro razvijalo, nastale so nove četrti. 1. oktobra 1972 so občini Alkmaar priključili Oudorp ter južni del Koedijka and Sint Pancrasa.
V Alkmaarju je ohranjena mestna arhitektura iz 15. stoletja. Tu sta tudi dve veliki gledališči in velik kinematograf, ki obsega dve nekdanji kinodvorani.

## Turizem
Tržnica s sirom v Alkmaarju se odvija na trgu Waagplein in je ena od najbolj priljubljenih turističnih atrakcij na Nizozemskem. Tržnica s sirom je tradicionalno odprta ob sredah, od prve srede v aprilu do prve srede v septembru. Ob sredah dopoldan (od 10.00 do 12.30 ure) se na Waagpleinu odvija tradicionalna tržnica s siri, ki je ena od štirih še delujočih tovrstnih tržnic. 
Po stari navadi na trgu trgovci in kupci po zadnjem dvigu roke s ponujeno ceno skupaj tehtajo prinešene sire. Predmet trgovanja so le lokalne in dobro znane znamke nizozemskih sirov, kot sta edamec in gavda. Na tržnici sami sirov ni mogoče kupiti, je zgolj prikaz tega, kako so nekoč trgovci in nosači opravljali svoj posel. Ta enkratna demonstracija se odvija pred srednjeveško tehtalno hišo Waag, v njeni bližini pa je veliko specializiranih trgovin, v katerih je mogoče kupiti raznovrstne sire in druge mlečne izdelke. V tehtalni hiši je sedež lokalnega turističnega urada in muzej sira.